# Friedrich Alexander Bernus
Friedrich Alexander Bernus (* 29. Oktober 1778 in Frankfurt am Main; † 20. Februar 1867 ebenda) war ein deutscher Kaufmann und Abgeordneter.

## Leben
Bernus war der Sohn des Kaufmanns Jakob Bernus (1734–1816) und dessen Ehefrau Emilia geborene du Bosc († 1793). Er heiratete in erster Ehe Therese Alexandrine Chamot († 12. Mai 1815). Nach dem Tod der ersten Ehefrau heiratete er 1818 Rebekka (genannt Becky) Maria Coleman MacGregor of Inneregny (* 1788 in Hamburg; † 1876 in Frankfurt am Main). Aus der ersten Ehe ging der Sohn Franz von Bernus (1808–1884) hervor.
Bernus lebte als Kaufmann in Frankfurt am Main. Von 1819 bis 1821 war er Mitglied der Frankfurter Handelskammer. Er war Mitgründer der Taunus-Eisenbahn und langjährig Präsident des Verwaltungsrats.
Von 1820 bis 1840 war er Mitglied des Gesetzgebenden Körpers der Freien Stadt Frankfurt und dort zwischen 1828 und 1840 Vizepräsident. Von 1823 bis 1852 war er Mitglied und von 1840 bis 1852 Senior und Direktor der Ständigen Bürgerrepräsentation der Freien Stadt Frankfurt. 
Nach seinem Tod stiftete seine Witwe die Friedrich-Alexander-Bernus-Stiftung. Diese vergab Stipendien zum Besuch des Gymnasiums und der Universität.